# Otto Regenbogen (Philologe)
Otto Regenbogen (* 14. Februar 1891 in Neumarkt in Schlesien; † 8. November 1966 in Heidelberg) war ein deutscher klassischer Philologe.
Er war ein entschiedener Vertreter des Dritten Humanismus und zog als Professor für Klassische Philologie an der Ruprecht-Karls-Universität Heidelberg ab 1925 eine große Schülerschaft an sich. Da er die jüdische Abstammung seiner Ehefrau verspätet gemeldet hatte, wurde er 1935 von den Nationalsozialisten zwangsweise beurlaubt.
Nach dem Zweiten Weltkrieg beteiligte er sich rege am Wiederaufbau der Universität Heidelberg und erhielt seine Professur zurück. Seine Forschungsarbeit bezog sich besonders auf die antike Naturwissenschaft und Medizin, die Tragödien Senecas, den Schriftsteller Lukrez sowie auf Einzelfragen zu Aischylos, Homer und Platon. In der Lukrezforschung nimmt er eine Außenseiterrolle ein; seine Interpretation der Seneca-Tragödien führte dagegen im Vergleich zu seinen Vorgängern zu einer positiveren Bewertung des Dichters, die bis heute fortwirkt.

## Leben
Otto Regenbogen wurde am 14. Februar 1891 in der schlesischen Kreisstadt Neumarkt als Sohn des Tiermediziners Otto Regenbogen und seiner Frau Karoline geb. Spies geboren. Sein Vater wurde 1898 als ordentlicher Professor an die Tierärztliche Hochschule Berlin berufen. Otto Regenbogen besuchte ab 1900 das Berliner Friedrichs-Gymnasium, wo ihn nach eigenem Bekunden besonders die altsprachlichen Lehrer Heinrich Buermann, Johannes Fischer und Adolf Trendelenburg beeinflussten.
Darum ging Regenbogen nach der Reifeprüfung zum Sommersemester 1909 an die Berliner Friedrich-Wilhelms-Universität, um Klassische Philologie und Germanistik zu studieren. Das Sommersemester 1910 verbrachte er in Göttingen, wo er unter anderem Mitglied des philologischen Seminars unter Paul Wendlands Leitung war und sprachwissenschaftliche Übungen bei Jacob Wackernagel besuchte. Am meisten beeinflussten ihn seine Berliner Lehrer Hermann Diels und Ulrich von Wilamowitz-Moellendorff, die ihn auch zu seiner Dissertation anregten: Am 20. Mai 1914 wurde Regenbogen mit der Doktorarbeit Symbola Hippocratea zum Dr. phil. promoviert, in der er sich mit den Schriften des Arztes Hippokrates von Kos beschäftigte. Diese Arbeit war der Beginn seiner lebenslangen Beschäftigung mit der Medizingeschichte.

### Gymnasiallehrer und außerordentlicher Professor in Berlin
Während er sich auf das Staatsexamen vorbereitete, brach der Erste Weltkrieg aus. Regenbogen meldete sich zum Jahresende 1914 freiwillig als Krankenpfleger und trat den Dienst im Januar 1915 an. Am 15. Juni 1915 bestand Regenbogen mit Auszeichnung das Erste Staatsexamen für die Fächer Latein, Griechisch und Deutsch; das Probejahr wurde ihm erlassen. Für seinen Einsatz als Krankenpfleger erhielt er am 27. Januar 1916 das Rote Kreuz für Mediziner (3. Klasse). Im Februar beendete er den Dienst und kehrte nach Berlin zurück, wo er im April am Mommsen-Gymnasium in Charlottenburg sein Seminarjahr begann. Am 1. April 1918 wurde er zum Oberlehrer ernannt. Nebenbei bemühte sich Regenbogen um sein akademisches Fortkommen und betrieb seine Habilitation an der Berliner Universität, die er 1920 erreichte. Seine Antrittsvorlesung Hippokrates und die Hippokratische Sammlung ging auf Diels’ Anregung zurück. Schon damals bot Wilamowitz seinem Schüler eine Stelle an der Universität an, aber Regenbogen lehnte ab, weil er zuvor seine Gymnasialklasse zum Abitur führen wollte.
Als Wilamowitz 1921 emeritiert wurde, ging Regenbogen als nebenamtlicher Privatdozent an die Universität Berlin. Hier lernte er Werner Jaeger kennen, der zum Nachfolger von Wilamowitz berufen worden war. Der Kontakt mit Jaeger war ein bestimmendes Ereignis in seinem Leben. Durch die Eindrücke des Ersten Weltkriegs war Regenbogen in seiner Zeit als Gymnasiallehrer bewusst geworden, dass es seiner Generation an klaren inneren Werten fehlte. Die Dekonstruktion des Humanismuskonzepts aus dem 19. Jahrhundert setzte die Lernenden „dem ewig Vorläufigen“ aus. Darum schloss sich Regenbogen in den 20er Jahren dem neuen Humanismuskonzept an, das von Werner Jaeger in Berlin und Julius Stenzel in Breslau vertreten wurde. Die Neubesinnung bestand darin, dass der Humanismus nicht mehr als absolutes Ideal (klassizistisch), sondern als zeitlich verankertes Beispiel (historisch) verstanden wurde. Der Fixpunkt für den neuen Humanismus Jaegers und seiner Anhänger war das griechische Konzept der Paideia, wie sie von Platon propagiert worden war. Regenbogen nahm sich vor, dieses neue Konzept in der akademischen Lehre umzusetzen. Am 1. April 1923 verließ er das Gymnasium und ging als außerordentlicher Professor für Klassische Philologie an die Berliner Universität.

### Professor in Heidelberg
Schon zwei Jahre später erhielt Regenbogen einen Ruf auf den Lehrstuhl für Klassische Philologie an der Universität Heidelberg, der seit dem Tode Franz Bolls (1924) vakant war. Regenbogen nahm den Ruf zum 1. April 1925 an und zog nach Heidelberg, wo er bis an sein Lebensende wirkte. Er arbeitete auf landesweiten Kongressen daran mit, Jaegers Humanismuskonzept weiterzuentwickeln. 1929 wurde er zum Ersten Vorsitzenden des Deutschen Altphilologenverbandes gewählt, dem er seit seiner Gründung (1925) angehörte. Er publizierte auch fachdidaktische Vorträge. In Anerkennung seiner Verdienste für die Forschung wählte ihn die Heidelberger Akademie der Wissenschaften 1929 zum ordentlichen Mitglied ihrer Philosophisch-Historischen Klasse.
Regenbogens akademisches Wirken in Heidelberg wurde schon früh allgemein anerkannt, was sich daran zeigte, dass er von vielen Universitäten als Berufungskandidat gehandelt wurde. So heißt es in einem Gutachten der Universität Freiburg von 1931: „Alle seine Arbeiten … bedeuten eine entschiedene sachliche wie methodische Förderung der Wissenschaft. … Durch die ihm eigene eindringende Kraft des geschriebenen wie gesprochenen Worts versteht R(egenbogen) lebendig anzuregen und sich zu führen. Ein starkes persönliches Ethos im Bunde mit einem in langer Erfahrung erprobten didaktischen Geschick macht ihn zum Lehrer von zündender Wirkung.“ Damals stand Regenbogen an zweiter Stelle hinter Eduard Fraenkel aus Göttingen, der den Ruf erhielt und annahm.
Kurz darauf wurde Regenbogen als Nachfolgekandidat für Fraenkel an der Universität Göttingen gehandelt; den Ruf erhielt jedoch dann Kurt Latte. Einen Ruf der Universität Basel (als Nachfolger Lattes) lehnte Regenbogen ab. 1933 wurde er hinter Wolfgang Schadewaldt als Nachfolger von Alfred Körte in Leipzig gehandelt. Gemeinsam mit Schadewaldt und Werner Jaeger wurde Regenbogen 1934 in die Deutsche Akademie der Naturforscher Leopoldina aufgenommen.

#### Disziplinarverfahren und Verbannung vom Lehramt 1935–1945
Während der Zeit des Nationalsozialismus wahrte Regenbogen Distanz zur nationalsozialistischen Ideologie der Machthaber und trat keiner parteinahen Organisation bei. In seinem Amt verhielt er sich möglichst unparteiisch: Trotz seiner politischen Distanz unterstützte er aus fachlichen Gründen die Berufung des ideologienahen Pädagogen Ernst Krieck (1934) und die seines Schülers Hans Oppermann (1935), eines bekennenden Nationalsozialisten, durch positive Gutachten. Im selben Jahr geriet Regenbogen selbst in Bedrängnis: Seit 1929 war er mit Dora Schöll (1880–1967) verheiratet, der Tochter des Heidelberger Philologen Fritz Schöll, deren Großmutter eine konvertierte Jüdin war. In seinem „Ariernachweis“ vom 18. Juni 1935 hatte Regenbogen die Herkunft seiner Frau mit „arisch“ angegeben. Später erklärte er, er habe nicht gewusst, dass die Großmutter seiner Frau erst im Alter von vier oder fünf Jahren getauft worden war und seine Frau somit als „jüdischer Mischling“ galt. Ungeachtet dieser Erklärung leitete der Rektor der Universität Heidelberg, Wilhelm Groh, am 19. September 1935 ein Disziplinarverfahren gegen Regenbogen ein. Gleichzeitig enthob er ihn seines Amtes und kürzte seine Bezüge um 20 %, „weil er die ihm als Beamten obliegende Pflicht, sich durch sein Verhalten in und außer dem Amte der Achtung und des Vertrauens, die sein Beruf erfordert, würdig zu erweisen, verletzt hat“.
Der Rektor empfahl Regenbogen, die beim Ministerium geführten Akten zu berichtigen. Regenbogens Anwalt Leonhard wandte sich an den Dekan Hermann Güntert um Unterstützung, der jedoch dieses „dreiste Schreiben“ an den Rektor weiterreichte. Unter wachsendem Druck trat Regenbogen 1936 vom Vorsitz des Gymnasialvereins und des damit verbundenen Deutschen Altphilologenverbandes zurück. Im Januar 1937 bat er um eine Reiseerlaubnis nach Uppsala, die der Dekan unter Hinweis auf das immer noch schwebende Disziplinarverfahren ablehnte. In erster Instanz wurde Regenbogen zu fünf Jahren Dienstentlassung bei 75 % des Ruhegehalts verurteilt; dieses Urteil wurde jedoch revidiert. Als Regenbogen eine Einladung nach Basel erhielt, empfahl ihm der damalige Rektor Krieck, freiwillig abzusagen. Am 22. Juni erhielt Regenbogen einen Verweis und wurde zu einer Geldstrafe von 300 Mark (etwa 30 % eines Monatsgehalts) verurteilt. Das Ministerium erwog, ihn an eine andere Universität zu versetzen. Diese Pläne erübrigten sich, als ihn der Reichsstatthalter am 24. September 1937 gemäß § 6 des Gesetzes zur Wiederherstellung des Berufsbeamtentums in den Ruhestand versetzte. Regenbogen unternahm keine weiteren Schritte gegen dieses Urteil, weil er das – wie er dem Rektor Krieck schrieb – für nutzlos hielt. Zu Regenbogens Nachfolger auf dem Lehrstuhl wurde 1937 Hildebrecht Hommel berufen, der 1945 von der US-amerikanischen Besatzungsbehörde abgesetzt wurde.
Über Regenbogens Tätigkeiten von 1937 bis 1945 gibt es keine Untersuchungen. Er war von der akademischen Lehre ausgeschlossen, erhielt jedoch kein Publikationsverbot und veröffentlichte auch in dieser Zeit verschiedene Schriften, darunter den umfangreichen Artikel in Paulys Realencyclopädie der classischen Altertumswissenschaft zu Theophrastos von Eresos (1940) und eine Gedenkschrift für den Bibliothekar Otto Kunzer (1942). Zwei Vorträge über Johann Wolfgang von Goethes Verhältnis zum Griechentum veröffentlichte er ebenfalls 1942.

#### Nachkriegszeit
Nach Kriegsende bemühte sich Regenbogen sofort um seinen Wiedereintritt in die akademische Lehre. Bereits im April 1945, kurz nach dem Einmarsch der Amerikaner in Heidelberg, beriet er in der Wohnung des SPD-Politikers Emil Henk mit den Professoren Alfred Weber, Else Jaffé, Karl Jaspers und Alexander Mitscherlich die Zukunft der Universität Heidelberg. Auf Initiative des Counter Intelligence Corps wurde nach kurzer Zeit der sogenannte „Dreizehnerausschuss“ gebildet, der unter der Leitung von Martin Dibelius den Wiederaufbau der universitären Selbstverwaltung organisierte. Im August wurde Regenbogen zum Dekan der Philosophischen Fakultät ernannt. Ein Unterausschuss des „Dreizehnerausschusses“, dem auch Otto Regenbogen angehörte, sollte die NS-treuen Professoren und Dozenten politisch bewerten. Diese Arbeit wurde jedoch durch die Entlassungsmaßnahmen der amerikanischen Besatzungsmacht im Zuge der Entnazifizierung von 1945/1946 zunichtegemacht. Regenbogen setzte sich damals für eine differenzierte Behandlung der Dozenten ein: Er wollte nur diejenigen, die sich aktiv für das Naziregime eingesetzt hatten, von der Universität verbannt wissen. Hier nannte er in einem Memorandum an die Besatzungsmacht ausdrücklich den Historiker Paul Schmitthenner, den Volkskundler Eugen Fehrle und den Pädagogen Ernst Krieck, denen er großen Anteil an der “destruction of the old scientific spirit of the university” (deutsch: „Zerstörung des alten wissenschaftlichen Geistes der Universität“) zuschrieb. Die übrigen Dozenten wollte er nach Möglichkeit im Lehrbetrieb belassen, auch wenn sie in die NSDAP oder in die SS eingetreten waren.
Am 7. September 1945 wurde Regenbogen wieder in sein Amt als Professor eingesetzt. Er erhielt dafür die Planstelle von Eugen Fehrle, der von den Amerikanern seines Amtes enthoben worden war. Der Lehrstuhl für Volkskunde wurde zum Lehrstuhl für Klassische und Germanische Philologie umgestaltet. Als Dekan wurde Regenbogen 1946 durch Wahl für ein Jahr bestätigt. Am 12. September 1946 wählte ihn die Berliner Akademie der Wissenschaften zum korrespondierenden Mitglied. Einen Ruf an die Humboldt-Universität zu Berlin (1947) lehnte er ab. Nach dem Ende seines Dekanats fungierte Regenbogen von 1948 bis 1949 als Sekretar der Philosophisch-Historischen Klasse der Heidelberger Akademie der Wissenschaften. Von 1951 bis 1954 gehörte er dem Vorstand des Deutschen Altphilologenverbandes an, dessen Ehrenmitglied er später wurde. Im Frühjahr 1953 hielt er sich als Gastprofessor an der Universität Uppsala auf und wurde zum Ausländischen Mitglied der Königlich Schwedischen Akademie der Wissenschaften ernannt.
1959 wurde Regenbogen im Alter von 68 Jahren emeritiert. Zu seinem Nachfolger wurde Franz Dirlmeier berufen, der nach seiner Entlassung in München 1945 als Professor in Mainz und Würzburg gewirkt hatte. Er gab 1961 die Kleinen Schriften seines Vorgängers mit einem Porträt und einem Schriftenverzeichnis heraus. In seinen letzten Jahren wurden Regenbogen hohe öffentliche Ehren zuteil: 1962 erhielt er den Königlichen Griechischen Georgsorden, am 25. Mai 1966 das Große Bundesverdienstkreuz. In den letzten Lebensjahren machte Regenbogen ein Nervenleiden zu schaffen, das ihn motorisch einschränkte. Am 8. November 1966 starb Otto Regenbogen im Alter von 75 Jahren. Die Philosophische Fakultät der Universität Heidelberg richtete ihm zu Ehren am 18. Dezember 1966 eine Gedenkfeier aus.
Zu seinen Schülern zählten Hermann Gundert, Hans Oppermann, Viktor Pöschl, Paul Händel, Alexander Kleinlogel, Christoff Neumeister und Gert Preiser.

## Leistungen
Otto Regenbogen war auf weiten Gebieten der Altertumswissenschaft tätig. Er beschäftigte sich mit der antiken Philosophie und Naturwissenschaft, besonders mit der Medizingeschichte, sowie mit der griechisch-römischen Geschichtsschreibung und den römischen Dichtern der Klassik und Nachklassik. In seiner Forschung verbanden sich die Einflüsse seiner Lehrer Diels und Wilamowitz-Moellendorff: Von Diels übernahm er das Streben nach Synthese und Strukturierung der Einzelforschung, von Wilamowitz die Universalität des Wissens und die Fähigkeit, das Individuelle jeder Erscheinung wahrzunehmen.

### Geschichte der antiken Medizin und Naturwissenschaft
Regenbogens Beschäftigung mit der antiken Medizin geht auf die Anregung von Hermann Diels zurück, der sich sein Leben lang der medizingeschichtlichen Grundlagenforschung widmete und 1907 an der Berliner Akademie das Corpus Medicorum Graecorum/Latinorum begründete. Bereits Regenbogens Dissertation von 1914 war dem griechischen Arzt Hippokrates von Kos gewidmet. Der Plan, sie in erweiterter Form unter dem Titel Hippocratis qui fertur de morbo sacro libellus zu veröffentlichen, wurde nie ausgeführt. Sein späterer Aufsatz Eine Forschungsmethode antiker Naturwissenschaft (1930) galt als bahnbrechend: In ihm untersuchte er die antike Methodik der Analogie und des Experiments. Dies führte ihn zur Philosophie der Peripatetiker, mit der er sich in den folgenden Jahren intensiv auseinandersetzte. In drei Aufsätzen (1930–1937) trug er dazu bei, moderne Fehldeutungen aufzudecken und die Leistung der Aristoteles-Schüler für die antike Naturwissenschaft darzustellen. Mit seinem umfassenden Artikel über den Philosophen und Naturforscher Theophrastos von Eresos (Schüler und Nachfolger des Aristoteles) in Paulys Realencyclopädie der classischen Altertumswissenschaft von 1940 schuf er einen bis lange nach seiner Zeit gültige Grundlage der Theophrastforschung.

### Lukrez- und Seneca-Interpretation
Ebenfalls in den dreißiger Jahren beschäftigte sich Regenbogen intensiv mit den römischen Dichtern Lukrez und Seneca. Seine Schriften Lukrez, seine Gestalt in seinen Gedichten (1932), Schmerz und Tod in den Tragödien Senecas (1930) und Seneca als Denker römischer Willenshaltung (1936) untersuchten das Fortleben und die Weiterentwicklung griechischer Philosophie in der römischen Welt. Im Werk des Lukrez sah er eine unaufhebbare innere Spannung zwischen dem persönlichen, religiösen Gefühl und dem epikureischen Dogma des Dichters. Diese existenzielle Interpretation wurde zwar von anderen Fachwissenschaftlern vielfach angegriffen und hat kaum Anhänger gefunden; aber dennoch sorgte Regenbogens Arbeit für eine verstärkte Beschäftigung der Wissenschaft mit Lukrez.
Der Altphilologe Christoph Kugelmeier nennt Regenbogens Vortrag Schmerz und Tod in den Tragödien Senecas einen „Meilenstein für die Senecaforschung“. Bedeutend war Regenbogens neuer Interpretationsansatz: Während sich die Forschung bisher nur mit der schriftstellerischen Technik und der Stilistik Senecas beschäftigt und die Ergebnisse mit den klassischen griechischen Tragikern Aischylos, Sophokles und Euripides verglichen hatte, legte Regenbogen den Schwerpunkt auf den Gehalt der Tragödien. Senecas Absicht sei nicht das Übertreffen der griechischen Klassiker bezüglich der Komposition und Spannung gewesen, sondern die Darstellung und Behandlung der Affekte und emotionaler Krisensituationen.

### Aischylos- und Homer-Interpretation
Eine Entsprechung zu diesen latinistischen Arbeiten bilden auf gräzistischem Gebiet Regenbogens Arbeiten zur Tragik des Aischylos (1933) und zum Verständnis der Seele bei Homer (1948). In dieser Schrift, ΔΑΙΜΟΝΙΟΝ ΨΥΧΗΣ ΦΩΣ. Erwin Rohdes Psyche und die neuere Kritik. Ein Beitrag zum homerischen Seelenglauben, analysierte Regenbogen den Ansatz seines Heidelberger Vorgängers Erwin Rohde und die daraus resultierende Kontroverse im späten 19. und frühen 20. Jahrhundert. Regenbogen wollte am frühgriechischen Denken die Grenzen zwischen dem nicht hinterfragten göttlichen Wirken und der einsetzenden Reflexionshaltung aufdecken. Unter Fortführung von Erwin Rohdes Herangehensweise, der die menschliche Psyche („Seele“) mit dem Leiblichen verknüpft sah, sprach Regenbogen von der „Vital-Seele“.

### Geschichtsschreibung: Herodot und Thukydides
Die „stärkste und fruchtbarste Leistung“ Regenbogens (Gundert) konzentriert sich auf die griechischen Historiker Herodot und Thukydides. Bisher hatte die allgemeine Ansicht geherrscht, die Entstehung und der Aufbau ihrer Geschichtswerke sei auf äußere Entwicklungen zur Zeit der Abfassung zurückzuführen. Regenbogen begründete die moderne Auffassung, dass die Entstehung der Werke vielmehr auf eine Struktur geschichtlichen Denkens zurückzuführen sei, auf die jeweilige historiographische Methodik der beiden. Am grundsätzlichen Gegensatz der beiden Geschichtswerke (die bunte Vielfalt bei Herodot und die Konzentration bei Thukydides) erkannte Regenbogen ein Prinzip, das religiös-metaphysische und immanent-politische Geschichtsdeutung gegeneinander stellt. Darüber hinaus veröffentlichte er eine Übersetzung ausgewählter Thukydides-Reden (Politische Reden, Leipzig 1949).

### Platon-Interpretation und Wissenschaftsgeschichte der Antike
Die Mitte seines Werkes (zwischen archaisch-frühklassischer griechischer und hochklassisch-nachklassischer lateinischer Literatur) bildet eine Studie über den platonischen Dialog Phaidros von 1950. Regenbogen beantwortete die alte Forschungsfrage, wieso der Dialog mit Eros und Rhetorik zwei thematische Schwerpunkte hat, mit der Vereinigung beider Prinzipien im Logos, den Sokrates dem jungen Phaidros als Bildungsträger empfiehlt. Regenbogen datierte den Phaidros aufgrund dieser komplexen Anlage im Spätwerk Platons (nach dem Philebos). Diese Auffassung wurde von anderen Forschern zurückgewiesen, hauptsächlich aufgrund von sprachstatistischen Untersuchungen.
In seinem Spätwerk befasste sich Regenbogen wieder mit der griechischen Wissenschaft, von der bibliothekarischen Gelehrtenarbeit bis zur Popularhistorie. Er verfasste für Paulys Realencyclopädie der classischen Altertumswissenschaft vier umfassende Artikel (Pamphila [1], Pausanias [17], Pinax [3], Theophrastos [3]), die auch als Sonderdrucke erschienen.

## Schriften (Auswahl)
- Symbola Hippocratea. Göttingen 1914 (= Dissertation, Universität Berlin).
- mit Emil Kroymann: Was erwarten Schule und Universität auf dem Gebiete des altsprachlichen Unterrichts voneinander? Leipzig 1928.
- Denkschrift über einige Fragen des altsprachlichen Universitätsunterrichts. Berlin 1930.
- Schmerz und Tod in den Tragödien Senecas. Leipzig 1930. Darmstadt München 1963.
- Friedrich Gundolf zum Gedächtnis. Heidelberg 1931.
- Lukrez. Seine Gestalt in seinem Gedicht. Interpretationen. Leipzig/Berlin 1932.
- Zum Gedächtnis von Otto Kunzer. Heidelberg 1942.
- Griechische Gegenwart. Zwei Vorträge über Goethes Griechentum. Leipzig 1942.
- Humanismus – heute? Ein Vortrag. Heidelberg 1947.
- Thukydides: Politische Reden. Leipzig 1949.
- Sophokles: Oedipus rex. Heidelberg 1949.
- Eine Forschungsmethode antiker Naturwissenschaft. Kleine Schriften, München 1961.
- Franz Dirlmeier (Hrsg.): Kleine Schriften / Otto Regenbogen. München 1964 (mit Bild).